# Channel Country

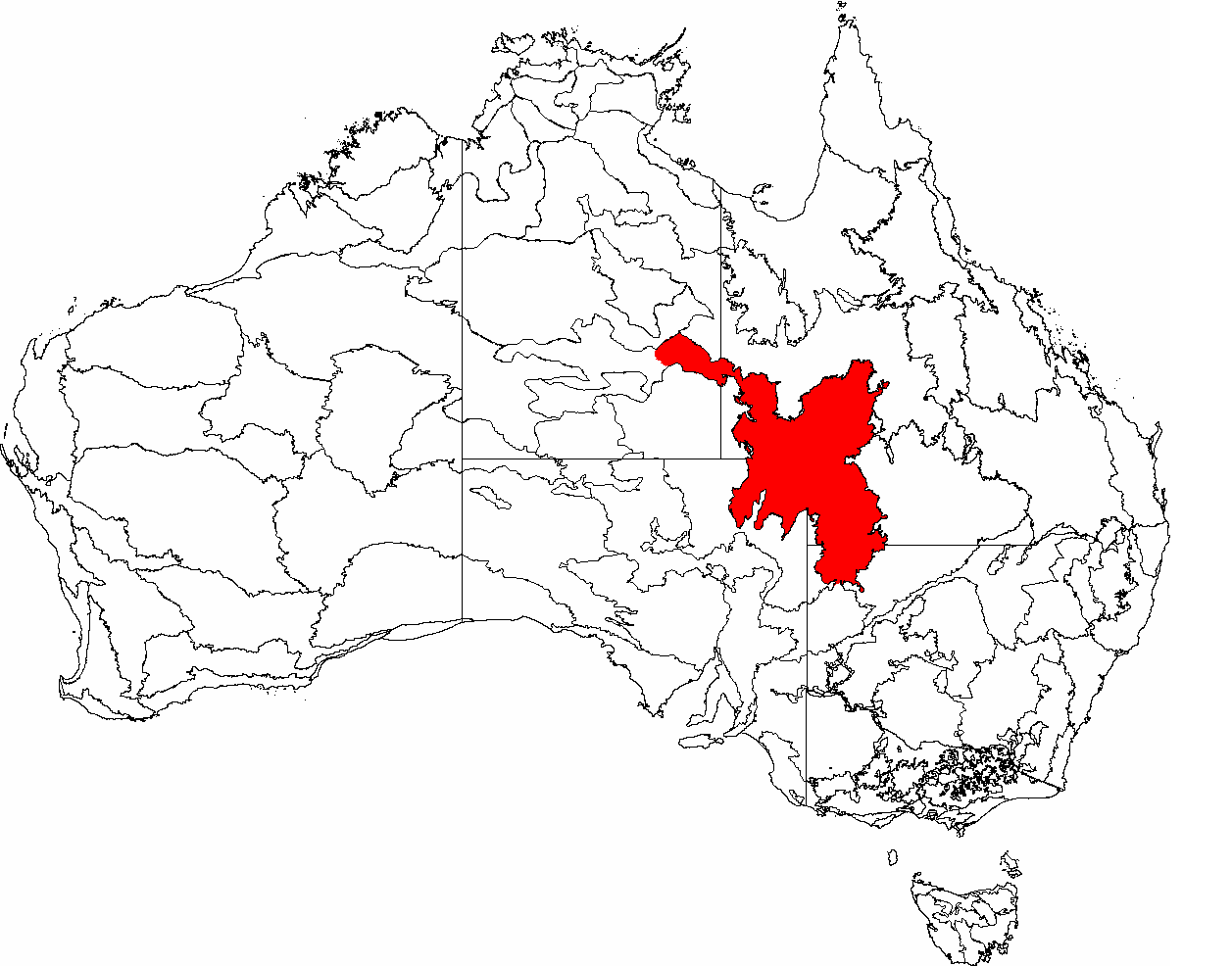
Channel Country (rot markiert)

Das Channel Country ist eine abgelegene und dünn besiedelte Landschaft im australischen Outback.

## Geographische Lage
Das Channel Country umfasst 883.181 km² im Inneren des östlichen Australiens. Der größte Teil des Gebietes gehört zu Queensland, die Randgebiete zum Northern Territory, zu New South Wales und zu South Australia.

## Landschaft und Klima
Das Channel Country ist eines der trockensten Gebiete Australiens. Es trägt seinen Namen wegen der ausgetrockneten Flussläufe unterschiedlicher Größe, die das Land durchqueren. Da die geringen Niederschläge aufgrund des ariden Klimas verdunsten oder vom Boden aufgenommen werden, führen die Flussläufe normalerweise kein Wasser. In dieser Zeit ist es heiß und staubig. Die Temperaturen können im Sommer bis zu 50 Grad Celsius erreichen. Charakteristisch ist der rote Lehmboden, Kreide und Sandstein bilden flache Hügel und sanfte Ebenen.

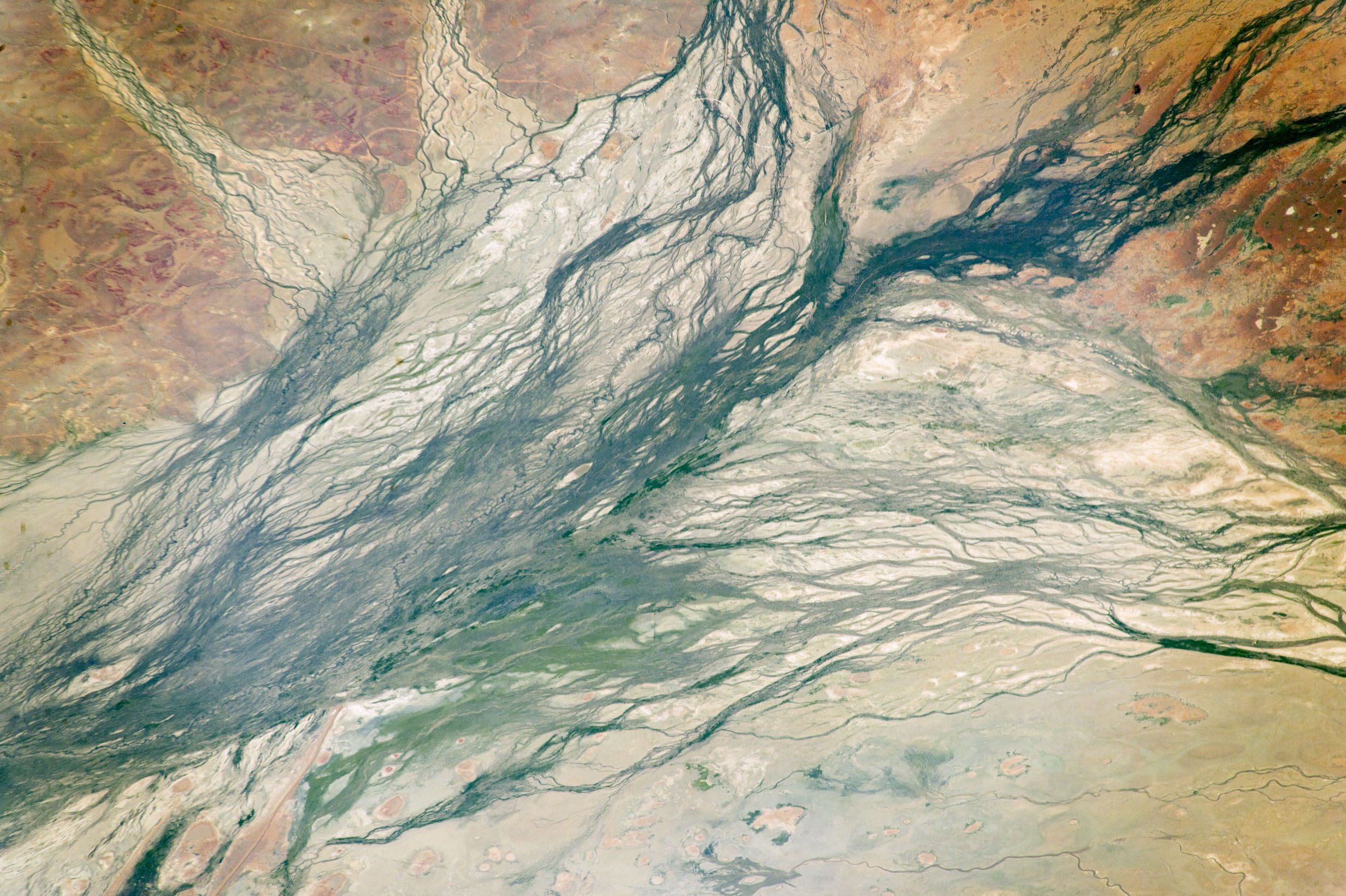
Dieses Astronautenphoto von der Internationalen Raumstation (ISS) vom September 2016 zeigt das Gebiet des Channel Country, in dem sich Georgina River (von Norden), Burke River (von Nordosten) und Hamilton River (von Osten) vereinigen und als Eyre Creek nach Südwesten fließen.

Oft erst nach mehreren Jahren füllen sich, nach andauernden und besonders starken Monsunregenfällen im tropischen Norden des Kontinents in den Monaten Januar und Februar, auch die Wasserläufe des Channel Country. Durch unzählige kleine Kanäle, Spalten und Bäche fließt das Wasser nach Süden, ein Vorgang, der mehrere Wochen dauert.
In einigen Gebieten führt dies zu ausgeprägten Überschwemmungen. Es entstehen große, flache Seen, wodurch manche Ortschaften für einige Zeit völlig von der Umwelt abgeschnitten sind. Innerhalb kurzer Zeit erwacht dann die Natur wie aus einem langen Schlaf. Die Vegetation grünt und blüht überall und aus dem scheinbaren Nichts tauchen plötzlich riesige Schwärme von Wasservögeln, wie beispielsweise Pelikane, auf.
Man zählt allein 250 verschiedene Arten von Gräsern und Kräutern. Daneben gibt es salz- und trockenheitsresistente Strauch- und Baumarten.
Die Kanäle des Channel Country bilden ein gemeinsames Wassersystem, dessen bedeutendste Flüsse der Cooper’s Creek und der Diamantina River sind. Alle Flüsse enden im abflusslosen Lake-Eyre-Salzsee.

## Wirtschaft
Trotz der Trockenheit wird im Channel Country Landwirtschaft betrieben. Da die karge Vegetation eine schlechte Nahrungsgrundlage für die Rinderherden abgibt, werden große Flächen benötigt. Zur Ernährung eines Rindes rechnet man mit 1 km² Land. Farmen haben daher eine Größe von 50.000 Hektar und mehr und liegen meist Hunderte von Kilometern auseinander.
Zur Überwindung dieser Distanzen sind Sportflugzeuge das übliche Verkehrsmittel.